# Endothlaspis sorghi
Endothlaspis sorghi är en svampart som beskrevs av Sorokin 1890. Endothlaspis sorghi ingår i släktet Endothlaspis, ordningen Ustilaginales, klassen Ustilaginomycetes, divisionen basidiesvampar och riket svampar.   Inga underarter finns listade i Catalogue of Life.